# Residente (álbum)
Residente é o álbum de estreia solo do cantor porto-riquenho de mesmo nome, lançado em 31 de março de 2017, durante a pausa de sua banda principal Calle 13.
Depois de um teste de DNA que revelou que ele descende de pessoas de várias partes do mundo, Residente sentiu-se inspirado a visitar os lugares e gravar com músicos locais. As viagens resultaram em um álbum de 13 faixas, duas das quais ("Somos Anormales" e "Desencuentro") foram lançadas como singles e receberam vídeos promocionais.
Um documentário e um livro (ambos homônimos ao álbum) também foram preparados baseados em sua jornada. Uma turnê mundial se sucederá ao lançamento do álbum, com shows na França, Alemanha, Espanha, Dinamarca, Suíça, Holanda, Argentina, Chile, México e Porto Rico.

## Contexto e produção
Alguns anos antes do lançamento do álbum, Residente fez um teste de DNA que revelou que suas raízes remontam a 10 locais diferentes do Mundo, incluindo Armênia, Gana, China e sua pátria mãe, Porto Rico. Tal diversidade inspirou-o a produzir o que mais tarde resultaria em um álbum solo, um documentário e um livro lançados pela Fusion Media Group (Univision Communications) sob o mesmo título: Residente. Ele assinou um contrato de produção de cinco anos com a gravadora.
O álbum foi escrito e gravado ao longo de dois anos e levou Residente ao redor do mundo para os lugares onde suas raízes estão, incluindo Sibéria, Moscou, China, o Cáucaso, França, Espanha, Inglaterra, Arménia, Ossétia na Geórgia, Antigua, Gana, Burkina Faso e Níger, além de Porto Rico.
Em todos esses lugares, ele trabalhou com o músicos locais, em sua maioria amadores ou desconhecidos, alguns dos quais pobres ou afetadas pela guerra. Apesar disso, Residente rejeita a ideia de ser um álbum de world music, porque ele "queria fazer algo novo". Todos os artistas receberão por suas performances. Ele também disse:
| “ | Eu colaborei com artistas talentosos, artistas que a indústria musical não conhece porque não presta atenção a eles, artistas que fazem música sem esperar algo em troca, artistas com os quais eu divido o DNA, assim como eles dividiram suas histórias comigo. | ” |

Sobre o som geral do álbum, ele disse: "a nível de som não é o [álbum] mais orgânico [que ele já fez], mas o mais real e preciso. Todos os sons são desses países, os tambores, as vozes, tudo que soa vem daquele lugar."
Partes de pré e pós-produção do álbum foram feitas no Loisaida Center, em Nova Iorque. Residente também trabalhou no Electric Lady Studios, em West Village.
O álbum lida com temas como a igualdade e a unidade. Embora a abordagem inicial de Residente para suas viagens fossem principalmente musicais, ele se sentiu inspirado pelas conversas a focar no assunto da raça. Apesar de ter sido produzido muito antes de Donald Trump ganhar as  eleições presidenciais de 2016 nos Estados Unidos, Residente admite que os temas dialogam com o cenário da época de seu lançamento: "Eu acho que... o assunto agora é ainda mais relevante por causa do que está acontecendo com Trump e não apenas Trump, porque há um monte de racismo em todo o mundo. [...] Viemos todos do mesmo lugar, apesar de sermos diferentes, somos igualmente diferentes".
Residente pretende lançar uma versão em inglês do álbum e já traduziu todas as letras com a ajuda do poeta porto-riquenho Urayoán Noel, professor associado da Universidade de Nova Iorque. O trabalho será lançado dependendo da satisfação de Residente com ele.

## Informações das faixas
Lin-Manuel Miranda, primo distante de Residente, participa da faixa de abertura "Intro ADN/DNA" e narra a história de como ambos descobriram sua relação. A segunda faixa e primeiro single, "Somos Anormales", foi gravado em Kyzyl, Tuva, depois de uma semana de estadia. Kyzyl foi a primeira paragem de Residente na sua viagem ao redor e 6% de seu DNA vem de lá. A canção tem participações especiais de Chirgilchin e recebeu um vídeo filmado na Espanha com John Leguizamo, Leonor Watling, Óscar Jaenada e Juan Diego Botto.
A canção romântica "Desencuentro" tem a participação da cantora francesa de indie pop SoKo e fala sobre duas pessoas perfeitas uma para a outra mas ao mesmo tempo incompatíveis. Sobre inclui-la no álbum, Residente disse: "Tudo que está em meus álbuns são coisas que me cercam, e isto [o amor] também me rodeia". A canção recebeu um vídeo filmado no Crémerie-Restaurant Polidor e estrela Charlotte Le Bon e Édgar Ramírez.
Durante a gravação de partes para a faixa "Guerra" no Nagorno-Karabakh, forças do Azerbaijão bombardearam a região, forçando os músicos a procurarem um local mais seguro para gravarem em uma igreja na Ossétia. Sobre a experiência, Residente disse:
| “ | Foi duro me encontrar com os refugiados de guerra e conversar com eles. E porque eu tinha que me comunicar com muitas pessoas que só falam uma língua, levei um tempo. Claro que a música é nossa linguagem universal, mas após essas viagens, eu tenho um respeito pela linguística que eu nunca tive antes. | ” |

A versão final da canção inclui tambores tocados por crianças da Ossétia do Sul, combinados com uma bandura da Geórgia e um coro Checheno.
Na China, de onde vem 6% de seu DNA, ele trabalhou com um grupo de ópera de Pequim. Sobre a experiência, ele diz:
| “ | [...] primeiramente, foi muito difícil me comunicar porque eles não falavam inglês e na época meu inglês era ruim e meuy tradutor, o inglês dele era bom, mas ele não era tipo [um] professor inglês, então levamos um tempo para chegar lá e para traduzir primeiro as letras... do espanhol para o inglês e aí do inglês para o chinês. | ” |

Ele misturou as vozes deles com dois órgãos, um da Temple Church em Londres, e outro do Palau de la Música Catalana, em Barcelona. O trabalho resultante tornou-se a faixa "Apocalíptico", inspirada pela "poluição asfixiante [de Pequim] e a justaposição dos edifícios modernos e um passado em ruínas".
Na África, responsável por 10% de seu DNA, ele foi para Burkina Faso, onde inspirou-se em Thomas Sankara para criar "La Sombra", que tem a participação do guitarrista tuaregue nascido no Níger Bombino. "Milo" foi inspirado por um sonho que Residente teve e foi batizada e escrita em homenagem a seu filho. A canção foi concebida em Gana.
A faixa distópica "El Futuro Es Nuestro" projeta um futuro em que as pessoas comem baratas e a Lua não existe mais porque terroristas a explodiram. Tem a participação de Goran Bregović e sua banda de metais. "Dagombas en Tamale" tem cantores tribais dagombas de Gana e "celebra o espírito dos pobres". A canção de encerramento "Hijos del Cañaveral", escrito em Porto Rico, tem a participação de sua irmã ILE.

## Documentário
Um documentário autointitulado dirigido pelo próprio Residente foi produzido simultaneamente ao álbum. Ele estreou em 16 de março no South by Southwest e retrata a sua infância, sua luta com déficit de atenção e hiperatividade, sua época como um artista jovem, sua ascensão com o Calle 13 e por que ele decidiu deixá-lo e seguir uma carreira solo. Ele recebeu uma crítica favorável de Michael Rechtshaffen no The Hollywood Reporter. Na semana de sua estreia, Residente e sua banda solo tocaram no Latino Resist Concert no Lago Lady Bird.

## Recepção

### Prêmios e indicações
O álbum e algumas de suas canções receberam várias indicações para o Grammy Latino de 2017. O álbum em si foi indicado para Álbum do Ano e Melhor Álbum de Música Urbana, vencendo nesta última categoria. "Somos Anormales" venceu na categoria Melhor Canção de Música Urbana, "Dagombas en Tamale" foi indicada para Melhor Performance/Fusão Urbana, "Desencuentro" foi indicada para Melhor Vídeo Musical - Versão Curta, "Guerra" foi indicada para Gravação do Ano e Canção do Ano, "Apocaliptico" foi indicada para Melhor Canção Alternativa e "Hijos del Cañaveral" foi indicada para Melhor Canção Tropical.
O álbum foi eleito o melhor álbum latino de 2017 pelos críticos da Billboard, bem como o 19º melhor álbum em geral do mesmo ano. Ficou também na 38ª colocação na lista de 50 melhores álbuns de 2017 da Rolling Stone.

## Lista de faixas
Todas as faixas escritas e compostas por Residente, exceto onde especificado. 
| N.º | Título                                                                         | Duração |  |
| 1.  | "Intro ADN / DNA" (com Lin-Manuel Miranda)                                     | 1:40    |  |
| 2.  | "Somos Anormales" (Somos Anormais)                                             | 3:38    |  |
| 3.  | "Interludio Entre Montañas Siberianas" (Interlúdio Entre Montanhas Siberianas) | 2:22    |  |
| 4.  | "Una Leyenda China" (Uma Lenda Chinesa)                                        | 4:29    |  |
| 5.  | "Interludio Haruna Fati" (Interlúdio Haruna Fati)                              | 0:40    |  |
| 6.  | "Dagombas en Tamale" (Dagombas em Tamale)                                      | 3:55    |  |
| 7.  | "Desencuentro" (com SoKo; escrita por René Pérez, Francis Pérez e SoKo)        | 4:44    |  |
| 8.  | "Guerra"                                                                       | 5:34    |  |
| 9.  | "Apocaliptico" (Apocalíptico)                                                  | 6:12    |  |
| 10. | "La Sombra" (A Sombra; com Bombino)                                            | 4:04    |  |
| 11. | "Milo"                                                                         | 6:03    |  |
| 12. | "El Futuro Es Nuestro" (O Futuro É Nosso; com Goran Bregović)                  | 4:26    |  |
| 13. | "Hijos del Cañaveral" (Filhos do Canaveral)                                    | 6:22    |  |

## Créditos
- Residente – vocal, produtor, cantor
- SoKo – vocal em "Desencuentro"
- ILE – vocal em "Hijos del Cañavera"
- Bombino – guitarra em "La Sombra"
- Goran Bregović – guitarra em "El Futuro no Es Nuestro"
- Omar Rodríguez-López – guitarra eléctrica
- Tom Elmhirst – mixagem